# Ferdinánd híd
A budapesti Lehel tér és a Podmaniczky utca–Szív utca kereszteződés között álló Ferdinánd felüljáróhíd (1990-es évek előtt Élmunkás híd) a Nyugati pályaudvarra befutó vágányok fölött köti össze a pályaudvar felépítésekor egymástól elvágott Terézvárost és Újlipótvárost.

## Története
A felüljáróhidat 1874-ben adták át először, az akkor Kétszív utcai híd nevet kapó építmény építésére a főváros perrel kényszerítette az Osztrák-Magyar Vasutat. Az ekkor elkészült 290 méter hosszú felüljáróhíd három részből állt:
- A Podmaniczky utca felé eső rész 23 kő bolthajláson állt.
- A vágányok fölött vasrácsos szerkezettel készült el.
- A Lehel tér felől felvezető részt vasgerendákkal készítették el, a gerendák 2-2 vasoszlopra támaszkodtak.

A felüljáróhidat 1940-1942 között újították fel Sávoly Pál tervei alapján, ekkor nyerte el mai jellegét. A bordás lemezekkel, vasbetonból épült felüljáróhíd hossza 287,8 méter, szélessége 18 méter volt, kétoldalt 3-3 méteres járdával.
1982-ben felújították, majd a WestEnd City Center építése kapcsán 1999-ben ismét felújították: a Lehel téri felhajtót a bevásárlóközpont parkolóházához kapcsolódó bekötő úttal és a hozzá vezető lehajtósávval bővítették. Ezt az új sávot a keleti felhajtón a szélső tartók ferde megtámasztásával építették ki. Egyúttal a híd teherbírását is megnövelték. A felújítás 1,1 milliárd forintos költségéből a főváros 507 millió forintot fizetett ki utólag a WestEnd beruházójának, a többit az fedezte.
Az új kormányzati negyed terve kapcsán felmerült a híd elbontásának ötlete. A projektet azonban lemondták, az elbontás pedig lekerült a napirendről.
A hídon közlekedik a 73-as és a 76-os trolibusz.
2022 áprilisában új burkolatot kapott az úttest.